# Herman Tjeenk Willink
Herman Diederik Tjeenk Willink (Amsterdam, 23 januari 1942) is een Nederlands voormalig politicus voor de Partij van de Arbeid en oud-topambtenaar. Van 1991 tot 1997 was hij voorzitter van de Eerste Kamer der Staten-Generaal. Van 1997 tot 2012 was hij vicepresident van de Raad van State. Sinds december 2012 is Tjeenk Willink minister van Staat. Vijf keer trad hij op als informateur bij een kabinetsformatie.

## Loopbaan
Tjeenk Willink studeerde rechten in Leiden en was in deze periode lid van LSV Minerva. Vervolgens studeerde hij Staatsrecht en Politieke Wetenschappen aan de universiteit van Parijs. Na een korte periode als wetenschappelijk medewerker aan de Rijksuniversiteit Leiden was hij van 1970 tot 1972 adjunct-secretaris van de Commissie Interdepartementale Taakverdeling en Coördinatie. Als secretaris was hij als ondersteuner betrokken bij verschillende kabinetsformaties. Vervolgens was hij tot 1982 actief als (raads)adviseur bij het ministerie van Algemene Zaken. Landelijke bekendheid kreeg hij als regeringscommissaris voor de Reorganisatie van de Rijksdienst, deze functie oefende hij uit tot 1986. 

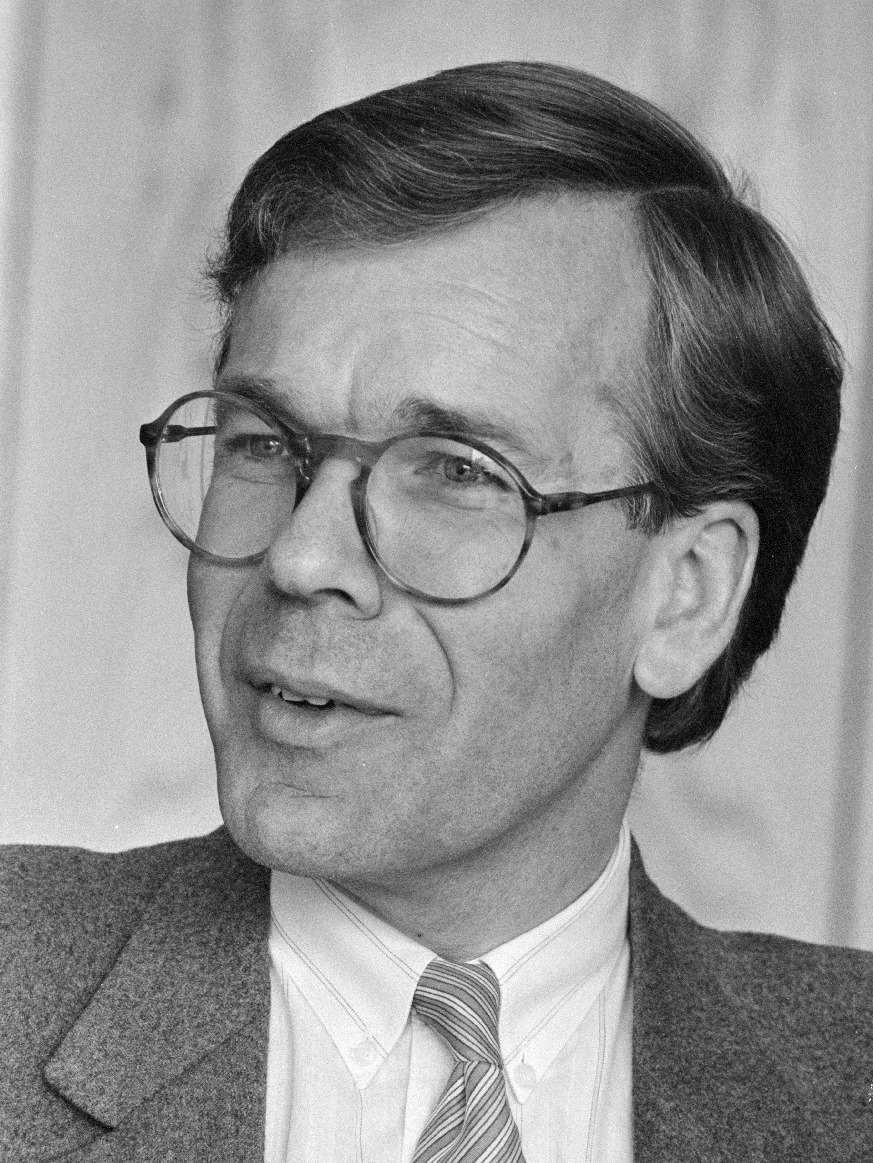
Herman Tjeenk Willink, 1985

In 1987 werd Tjeenk Willink lid van de Eerste Kamer voor de Partij van de Arbeid. Daar viel hij onder meer op, toen hij tegen het Verdrag van Schengen stemde. Van 1991 tot 1997 was hij Eerste Kamervoorzitter. Daarna werd hij vicepresident van de Raad van State. In die functie was hij een van de belangrijkste adviseurs op politiek gebied van Koningin Beatrix. Zij was als koningin voorzitter van de Raad, maar de vicepresident heeft de dagelijkse, feitelijke leiding.
Tjeenk Willink werd bij de kabinetsformatie 1994 tweemaal benoemd tot informateur en speelde zo een rol bij de vorming van het eerste kabinet-Kok in 1994. Eerst tijdens de vroege verkenningen voor het eerste paarse kabinet en toen de onderhandelingen waren vastgelopen bracht hij het verrassende advies uit dat de nieuwe informateur van VVD-huize moest komen, de tweede partij. Uiteindelijk zou de koningin echter Wim Kok vragen een proeve voor een regeerakkoord te schrijven, wat een succesvolle stap bleek te zijn.
Na de val van het tweede paarse kabinet-Kok II in 1999 na de Nacht van Wiegel stelde koningin Beatrix Tjeenk Willink aan als informateur tijdens de formatie dat jaar. Hij wist het kabinet van Kok succesvol te lijmen. 
Bij de totstandkoming van het kabinet-Rutte I speelde Tjeenk Willink, toen nog vicepresident van de Raad van State, een belangrijke rol als informateur tijdens de formatie - hij werd twee keer door de koningin gevraagd die rol op zich te nemen. Eerst tijdens de vroege verkenningsfase (10 dagen) om volgende stappen te adviseren en later tijdens de afrondende fase van de ongebruikelijke constructie van een minderheidscoalitie om te onderzoeken en adviseren welke stappen staatsrechtelijk nodig waren.
Op 21 december 2012 werd Tjeenk Willink bij koninklijk besluit benoemd tot minister van Staat. 
Bij de inhuldiging van Koning Willem-Alexander op 30 april 2013 was hij als lid van het hoofdcortège drager van de Grondwet. 
Op 29 mei 2017 droeg Edith Schippers de inmiddels gepensioneerde Tjeenk Willink aan als volgende informateur, nadat haar poging om een regering te vormen mislukt was. Hij werd vervolgens door de Tweede Kamer benoemd, die inmiddels de verantwoordelijkheid voor het formatieproces van de koning had overgenomen.
In december 2018 bracht Tjeenk Willink een boekje uit met als titel 'Groter denken, kleiner doen'. Hierin gaf hij te kennen zich grote zorgen te maken over de ontwikkelingen in Nederland. Een oproep om van onder af aan op te staan voor de democratische rechtsstaat.
Op 6 april 2021 werd Tjeenk Willink door de Tweede Kamer benoemd tot informateur voor de kabinetsformatie van dat jaar. In twee ronden overlegde hij met alle 17 fractieleiders om tot een 'dun' regeerakkoord op maximaal vijf hoofdpunten te komen (bijvoorbeeld stikstofcrisis, klimaat, migratie en de versterking van de rechtsorde). Op 30 april bracht hij verslag uit aan de Kamer.
Hij bekleedde tal van bestuursfuncties; zo was hij voorzitter van de NOVIB en van Humanitas, voorzitter van de Raad van Toezicht van de Stichting Stop Aids Now!, Nationaal Comité Zilveren Regeringsjubileum Koningin Beatrix, lid Nationaal Comité 200 jaar Koninkrijk, lid Raad van Toezicht Anne Frank Stichting. Hij is lid van het Comité van aanbeveling van Holland Dance en Stichting Thorbecke Zwolle. Hij geldt als een man van groot gezag aan wiens oordeel in hogere Haagse kringen veel waarde wordt gehecht.

## Erkenningen
- Academisch: Op vrijdag 8 november 1996 werd hem een eredoctoraat in de sociale wetenschappen aangeboden bij viering van de 83e dies natalis van de Erasmus Universiteit Rotterdam. Op maandag 8 januari 2007 kreeg hij nogmaals een eredoctoraat aangeboden, ditmaal bij de viering van de 375e dies natalis van de Universiteit van Amsterdam. Hij voert die titels echter niet.[15]
- Koninklijk: Sinds 1997 is hij Ridder in de Orde van Oranje-Nassau. Op 25 januari 2012, bij zijn afscheid van de Raad van State,  werd hij bevorderd tot Ridder Grootkruis in de Orde van Oranje-Nassau. In 2004 was hij een van de doopgetuigen van prinses Catharina-Amalia der Nederlanden. Op 9 december 2014 werd hij onderscheiden met het Erekruis in de Huisorde van Oranje vanwege zijn "grote verdiensten voor het Koninklijk Huis".[16]
- Op 21 december 2012 werd Tjeenk Willink tot minister van Staat benoemd.
- Op 17 maart 2018 werd de zevende Comeniusprijs aan hem uitgereikt.[17]
- Zijn boek 'Groter denken, kleiner doen' werd in 2019 bekroond met de Prinsjesboekenprijs.[18]
- Maatschappelijk: In Haagse kringen heeft hij vanwege zijn functie de bijnaam 'onderkoning van Nederland' gekregen, een bijnaam die Louis Beel - vicepresident van de Raad van State in de jaren 1959-1972 - al eerder toegekend was. In de Top 200 van invloedrijkste Nederlanders van de Volkskrant werd hij in opeenvolgende jaren in het bovenste echelon geplaatst (2006: 11, 2007: 15, 2008: 14).[19]

## Persoonlijk
Tjeenk Willink is getrouwd  met Quintus Marck nadat ze reeds enkele decennia samen waren.
- Gemeinsame Normdatei: 172418771
- International Standard Name Identifier: 0000 0000 2288 7897
- Library of Congress Control Number: n82083244
- Nederlandse Thesaurus van Auteursnamen: 06773121X
- Parlement.com: vg09lloxcmz0
- Système universitaire de documentation: 126291888
- Virtual International Authority File: 35799279
- WorldCat: E39PBJrm7HtpRhtqjVCQFR9JjC